# Campeonato Paulista de Futebol Sub-20 de 2018
O Campeonato Paulista de Futebol Sub-20 de 2018 foi a sexagésima terceira edição desta competição amadora organizada pela Federação Paulista de Futebol (FPF). O torneio que é, no estado de São Paulo, o estadual da categoria sub-20, foi disputado por quarenta clubes e teve o Palmeiras como campeão.

## Regulamento
O Campeonato Paulista Sub-20 foi disputado por 40 (quarenta) clubes. Na primeira fase os clubes jogaram dentro dos respectivos grupos em turno e returno, classificando-se para a segunda fase os quatro melhores colocados de cada grupo e os quatro melhores quintos colocados. Na segunda fase os 24 (vinta e quatro) clubes classificados se enfrentaram em turno e returno, divididos em 6 (oito) grupos com 4 (quatro) equipes cada, o campeão e o vice avançaram para a próxima fase, juntamente com as três melhores equipes terceiras colocadas. A terceira fase contou com os 16 (dezesseis) clubes classificados da fase anterior, divididos em 4 (quatro) grupos de 4 (quatro) equipes cada, em turno e returno se classificando apenas o campeão e o vice de cada grupo. A partir da quarta fase, o torneio entrou no sistema eliminatório, os clubes disputaram confrontos de ida e volta e o time que tiver o maior desempenho classificou-se para a fase seguinte. O mando de campo foi decido pela campanha das equipes em todas as fases, ou seja, computados os pontos desde a primeira fase.

### Critérios de desempate
Acontecendo igualdade no número de pontos entre dois ou mais clubes, aplicam-se sucessivamente, os seguintes critérios técnicos de desempate:
- Maior número de vitórias;
- Maior saldo de gols;
- Maior número de gols marcados;
- Menor número de cartões vermelhos recebidos;
- Menor número de cartões amarelos recebidos;
- Sorteio público na sede da FPF.

Entende-se por melhor campanha, o maior número de pontos ganhos acumulados por determinado clube, seguindo, se necessário, a ordem de critérios de desempate, considerando-se todas as fases do torneio.

## Primeira fase
A primeira fase do torneio foi disputada pelos quarenta clubes em turno e returno entre os dias 13 de abril a 30 de junho. Os clubes foram compostos em cinco grupos com oito equipes cada.

### Grupo 1
| Pos | Equipes       | Pts | J  | V  | E | D  | GP | GC | SG  |
| --- | ------------- | --- | -- | -- | - | -- | -- | -- | --- |
| 1º  | Novorizontino | 31  | 14 | 10 | 1 | 3  | 41 | 9  | +32 |
| 2º  | Rio Preto     | 31  | 14 | 9  | 4 | 1  | 30 | 12 | +18 |
| 3º  | Marília       | 28  | 14 | 9  | 1 | 4  | 26 | 18 | +8  |
| 4º  | Matonense     | 26  | 14 | 8  | 2 | 4  | 35 | 19 | +16 |
| 5º  | Monte Azul    | 17  | 14 | 5  | 2 | 7  | 16 | 29 | –13 |
| 6º  | Barretos      | 15  | 14 | 4  | 3 | 7  | 20 | 31 | –11 |
| 7º  | Penapolense   | 12  | 14 | 4  | 0 | 10 | 21 | 25 | –4  |
| 8º  | Olímpia¹      | –2  | 14 | 0  | 1 | 13 | 9  | 56 | –47 |

|               | AMA  | BAR  | PEN | NOV | MAR | OLI | RPR | MAT |
| ------------- | ---- | ---- | --- | --- | --- | --- | --- | --- |
| Monte Azul    | —    | 0–0  | 0–4 | 0–3 | 3–2 | 3–1 | 0–1 | 1–4 |
| Barretos      | 2–3  | —    | 4–2 | 0–3 | 0–1 | 3–1 | 0–0 | 1–1 |
| Penapolense   | 0–1  | 1–2  | —   | 0–1 | 2–3 | 1–0 | 1–2 | 4–3 |
| Novorizontino | 3–0  | 10–0 | 1–0 | —   | 4–0 | 5–0 | 0–0 | 2–0 |
| Marília       | 3–0² | 1–0  | 3–1 | 1–0 | —   | 6–1 | 0–2 | 2–1 |
| Olímpia       | 1–4  | 1–5  | 1–5 | 1–6 | 1–2 | —   | 0–0 | 1–5 |
| Rio Preto     | 5–1  | 5–2  | 2–0 | 4–2 | 1–1 | 3–0 | —   | 3–1 |
| Matonense     | 0–0  | 2–1  | 2–0 | 3–1 | 2–1 | 8–0 | 3–2 | —   |

- 1. ^ O Olímpia perdeu 3 pontos por infringir o artigo 214.
- 2. ^ Partida cancelada, aplicada W.O.

### Grupo 2
| Pos | Equipes          | Pts | J  | V | E | D | GP | GC | SG |
| --- | ---------------- | --- | -- | - | - | - | -- | -- | -- |
| 1º  | Botafogo-SP      | 26  | 14 | 8 | 2 | 4 | 20 | 13 | +7 |
| 2º  | Inter de Limeira | 25  | 14 | 7 | 4 | 3 | 22 | 19 | +3 |
| 3º  | União Barbarense | 23  | 14 | 6 | 5 | 3 | 24 | 18 | +6 |
| 4º  | XV de Piracicaba | 20  | 14 | 5 | 5 | 4 | 20 | 14 | +6 |
| 5º  | Ferroviária      | 18  | 14 | 5 | 3 | 6 | 28 | 30 | –2 |
| 6º  | Rio Branco-SP    | 14  | 14 | 3 | 5 | 6 | 10 | 14 | –4 |
| 7º  | Rio Claro        | 12  | 14 | 1 | 9 | 4 | 15 | 22 | –7 |
| 8º  | Velo Clube       | 11  | 14 | 2 | 5 | 7 | 14 | 23 | –9 |

|                  | AAI | VEL | BOT | XVP | FER  | RBR | RCL | UBA |
| ---------------- | --- | --- | --- | --- | ---- | --- | --- | --- |
| Inter de Limeira | —   | 0–2 | 3–2 | 3–2 | 2–1  | 2–1 | 0–0 | 1–2 |
| Velo Clube       | 1–2 | —   | 0–1 | 1–1 | 1–2  | 2–1 | 2–2 | 1–1 |
| Botafogo-SP      | 2–1 | 2–0 | —   | 0–3 | 3–1  | 0–0 | 1–1 | 1–2 |
| XV de Piracicaba | 0–0 | 0–0 | 0–2 | —   | 1–0  | 1–0 | 4–0 | 2–0 |
| Ferroviária      | 1–1 | 4–2 | 2–1 | 5–4 | —    | 1–2 | 2–2 | 4–4 |
| Rio Branco-SP    | 1–2 | 2–0 | 0–1 | 1–0 | 0–3¹ | —   | 1–1 | 0–0 |
| Rio Claro        | 4–4 | 1–1 | 0–1 | 1–1 | 2–1  | 0–0 | —   | 1–2 |
| União Barbarense | 0–1 | 4–1 | 0–3 | 1–1 | 5–1  | 1–1 | 2–0 | —   |

- 1. ^ Partida cancelada, aplicada W.O.

### Grupo 3
| Pos | Equipes           | Pts | J  | V  | E | D  | GP | GC | SG  |
| --- | ----------------- | --- | -- | -- | - | -- | -- | -- | --- |
| 1º  | Capivariano       | 32  | 14 | 10 | 2 | 2  | 24 | 14 | +10 |
| 2º  | Ituano            | 31  | 14 | 10 | 1 | 3  | 33 | 10 | +23 |
| 3º  | Desportivo Brasil | 26  | 14 | 8  | 2 | 4  | 25 | 16 | +9  |
| 4º  | Ponte Preta       | 26  | 14 | 8  | 2 | 4  | 19 | 13 | +6  |
| 5º  | Red Bull Brasil   | 21  | 14 | 6  | 3 | 5  | 25 | 17 | +8  |
| 6º  | Oeste             | 12  | 14 | 3  | 3 | 8  | 13 | 23 | –10 |
| 7º  | São Bento         | 8   | 14 | 2  | 2 | 10 | 9  | 27 | –18 |
| 8º  | Bragantino        | 3   | 14 | 0  | 3 | 11 | 6  | 34 | –28 |

|                   | PPT | CAP | BRA | DBR | SBE | ITU | OES | RBB |
| ----------------- | --- | --- | --- | --- | --- | --- | --- | --- |
| Ponte Preta       | —   | 0–2 | 3–2 | 0–0 | 1–0 | 2–1 | 2–1 | 0–1 |
| Capivariano       | 2–1 | —   | 1–0 | 2–1 | 2–2 | 2–1 | 1–0 | 1–0 |
| Bragantino        | 1–2 | 0–2 | —   | 0–2 | 1–2 | 0–5 | 1–1 | 0–4 |
| Desportivo Brasil | 0–3 | 2–3 | 6–0 | —   | 2–1 | 1–0 | 1–0 | 1–1 |
| São Bento         | 0–2 | 1–2 | 0–0 | 1–2 | —   | 0–2 | 0–2 | 0–2 |
| Ituano            | 1–0 | 2–1 | 2–0 | 3–1 | 5–0 | —   | 4–0 | 2–2 |
| Oeste             | 1–1 | 3–2 | 1–1 | 1–3 | 0–1 | 0–1 | —   | 2–1 |
| Red Bull Brasil   | 0–2 | 1–1 | 3–0 | 1–2 | 4–1 | 1–4 | 4–1 | —   |

### Grupo 4
| Pos | Equipes       | Pts | J  | V  | E | D  | GP | GC | SG  |
| --- | ------------- | --- | -- | -- | - | -- | -- | -- | --- |
| 1º  | São Paulo     | 38  | 14 | 12 | 2 | 0  | 31 | 5  | +26 |
| 2º  | Corinthians   | 27  | 14 | 8  | 3 | 3  | 31 | 12 | +19 |
| 3º  | Guarani       | 22  | 14 | 6  | 4 | 4  | 24 | 15 | +9  |
| 4º  | Portuguesa    | 21  | 14 | 6  | 3 | 5  | 21 | 22 | –1  |
| 5º  | Juventus-SP   | 20  | 14 | 6  | 2 | 6  | 18 | 19 | –1  |
| 6º  | Grêmio Osasco | 13  | 14 | 4  | 1 | 9  | 11 | 26 | –15 |
| 7º  | Nacional-SP   | 12  | 14 | 3  | 3 | 8  | 8  | 21 | –13 |
| 8º  | Manthiqueira  | 6   | 14 | 2  | 0 | 12 | 10 | 34 | –24 |

|               | MAN | POR | JUV | GOS | GUA | NAC | SAO | COR |
| ------------- | --- | --- | --- | --- | --- | --- | --- | --- |
| Manthiqueira  | —   | 0–1 | 1–3 | 0–1 | 0–2 | 2–0 | 1–2 | 0–2 |
| Portuguesa    | 3–2 | —   | 1–2 | 4–2 | 2–2 | 1–0 | 0–3 | 0–5 |
| Juventus-SP   | 2–1 | 0–2 | —   | 1–0 | 2–2 | 4–0 | 0–1 | 1–1 |
| Grêmio Osasco | 0–2 | 0–3 | 2–3 | —   | 2–1 | 0–0 | 0–1 | 1–0 |
| Guarani       | 4–0 | 1–1 | 2–0 | 2–1 | —   | 2–0 | 1–2 | 2–0 |
| Nacional-SP   | 2–0 | 1–1 | 1–0 | 1–2 | 1–0 | —   | 0–0 | 1–3 |
| São Paulo     | 8–0 | 2–1 | 2–0 | 5–0 | 2–1 | 1–0 | —   | 2–1 |
| Corinthians   | 4–1 | 2–1 | 3–0 | 3–0 | 2–2 | 5–1 | 0–0 | —   |

### Grupo 5
| Pos | Equipes         | Pts | J  | V  | E | D  | GP | GC | SG  |
| --- | --------------- | --- | -- | -- | - | -- | -- | -- | --- |
| 1º  | Palmeiras       | 36  | 14 | 11 | 3 | 0  | 36 | 10 | +26 |
| 2º  | Santo André     | 26  | 14 | 7  | 5 | 2  | 28 | 16 | +12 |
| 3º  | Audax           | 25  | 14 | 7  | 4 | 3  | 28 | 24 | +4  |
| 4º  | São Caetano     | 19  | 14 | 4  | 7 | 3  | 23 | 25 | –2  |
| 5º  | Água Santa      | 18  | 14 | 6  | 0 | 8  | 25 | 22 | +3  |
| 6º  | Santos          | 17  | 14 | 5  | 2 | 7  | 25 | 25 | 0   |
| 7º  | São Bernardo    | 8   | 14 | 2  | 2 | 10 | 10 | 36 | –26 |
| 8º  | EC São Bernardo | 6   | 14 | 1  | 3 | 10 | 15 | 32 | –17 |

|                 | SCA | AGU | STA | ECS | AUD | SAN | SBE | PAL |
| --------------- | --- | --- | --- | --- | --- | --- | --- | --- |
| São Caetano     | —   | 1–3 | 1–1 | 1–1 | 1–1 | 5–1 | 1–0 | 3–3 |
| Água Santa      | 1–2 | —   | 3–2 | 5–2 | 2–4 | 1–0 | 6–0 | 1–2 |
| Santo André     | 1–1 | 2–0 | —   | 2–0 | 5–1 | 3–2 | 1–1 | 1–1 |
| EC São Bernardo | 0–0 | 0–2 | 1–3 | —   | 1–4 | 5–3 | 1–1 | 2–3 |
| Audax           | 3–0 | 2–1 | 0–0 | 3–2 | —   | 1–1 | 2–1 | 2–2 |
| Santos          | 2–2 | 1–0 | 1–3 | 3–0 | 4–0 | —   | 6–0 | 0–1 |
| São Bernardo    | 2–5 | 1–0 | 1–4 | 1–0 | 2–4 | 0–1 | —   | 0–3 |
| Palmeiras       | 6–0 | 3–0 | 3–0 | 1–0 | 2–1 | 4–0 | 2–0 | —   |

### Índice técnico
| Pos. | Clube           | Pts | J  | V | E | D | GP | GC | SG  |
| ---- | --------------- | --- | -- | - | - | - | -- | -- | --- |
| 1    | Red Bull Brasil | 21  | 14 | 6 | 3 | 5 | 25 | 17 | 8   |
| 2    | Juventus-SP     | 20  | 14 | 6 | 2 | 6 | 18 | 19 | -1  |
| 3    | Água Santa      | 18  | 14 | 6 | 0 | 8 | 25 | 22 | 3   |
| 4    | Ferroviária     | 18  | 14 | 5 | 3 | 6 | 28 | 30 | -2  |
| 5    | Monte Azul      | 17  | 14 | 5 | 2 | 7 | 16 | 29 | -13 |

## Segunda fase
A segunda fase do torneio foi disputada pelos 24 clubes em turno e returno entre os dias 27 de julho e 1 de setembro. Os clubes foram compostos em seis grupos com quatro equipes cada.

### Grupo 6
| Pos | Equipes         | Pts | J | V | E | D | GP | GC | SG |
| --- | --------------- | --- | - | - | - | - | -- | -- | -- |
| 1º  | Ponte Preta     | 16  | 6 | 5 | 1 | 0 | 12 | 3  | +9 |
| 2º  | Novorizontino   | 8   | 6 | 2 | 2 | 2 | 8  | 8  | 0  |
| 3º  | Red Bull Brasil | 7   | 6 | 2 | 1 | 3 | 6  | 9  | –3 |
| 4º  | Audax           | 3   | 6 | 1 | 0 | 5 | 8  | 14 | –6 |

|                 | NOV | AUD | PPT | RBB |
| --------------- | --- | --- | --- | --- |
| Novorizontino   | —   | 2–5 | 1–2 | 0–0 |
| Audax           | 0–2 | —   | 0–1 | 1–2 |
| Ponte Preta     | 1–1 | 3–1 | —   | 3–0 |
| Red Bull Brasil | 0–2 | 4–1 | 0–2 | —   |

### Grupo 7
| Pos | Equipes           | Pts | J | V | E | D | GP | GC | SG |
| --- | ----------------- | --- | - | - | - | - | -- | -- | -- |
| 1º  | São Caetano       | 11  | 6 | 3 | 2 | 1 | 7  | 3  | +4 |
| 2º  | Botafogo-SP       | 11  | 6 | 3 | 2 | 1 | 6  | 4  | +2 |
| 3º  | Desportivo Brasil | 7   | 6 | 1 | 4 | 1 | 7  | 7  | 0  |
| 4º  | Juventus-SP       | 2   | 6 | 0 | 2 | 4 | 7  | 13 | –6 |

|                   | BOT | DBR | SCA | JUV |
| ----------------- | --- | --- | --- | --- |
| Botafogo-SP       | —   | 1–0 | 0–1 | 2–1 |
| Desportivo Brasil | 1–1 | —   | 0–0 | 2–2 |
| São Caetano       | 0–1 | 1–1 | —   | 3–0 |
| Juventus-SP       | 1–1 | 2–3 | 1–2 | —   |

### Grupo 8
| Pos | Equipes          | Pts | J | V | E | D | GP | GC | SG |
| --- | ---------------- | --- | - | - | - | - | -- | -- | -- |
| 1º  | Portuguesa       | 11  | 6 | 3 | 2 | 1 | 9  | 7  | +2 |
| 2º  | Água Santa       | 8   | 6 | 2 | 2 | 2 | 4  | 4  | 0  |
| 3º  | União Barbarense | 6   | 6 | 1 | 3 | 2 | 7  | 8  | –1 |
| 4º  | Capivariano      | 6   | 6 | 1 | 3 | 2 | 3  | 4  | –1 |

|                  | CAP | UBA | POR | AGU |
| ---------------- | --- | --- | --- | --- |
| Capivariano      | —   | 1–1 | 0–0 | 1–1 |
| União Barbarense | 1–0 | —   | 2–2 | 0–0 |
| Portuguesa       | 1–0 | 4–3 | —   | 1–0 |
| Água Santa       | 0–1 | 1–0 | 2–1 | —   |

### Grupo 9
| Pos | Equipes          | Pts | J | V | E | D | GP | GC | SG  |
| --- | ---------------- | --- | - | - | - | - | -- | -- | --- |
| 1º  | São Paulo        | 16  | 6 | 5 | 1 | 0 | 15 | 1  | +14 |
| 2º  | XV de Piracicaba | 6   | 6 | 1 | 3 | 2 | 7  | 6  | +1  |
| 3º  | Ferroviária      | 6   | 6 | 1 | 3 | 2 | 6  | 12 | –6  |
| 4º  | Marília          | 3   | 6 | 0 | 3 | 3 | 4  | 13 | –9  |

|                  | SAO | MAR | XVP | FER |
| ---------------- | --- | --- | --- | --- |
| São Paulo        | —   | 5–0 | 1–1 | 4–0 |
| Marília          | 0–1 | —   | 0–3 | 0–0 |
| XV de Piracicaba | 0–1 | 1–1 | —   | 1–2 |
| Ferroviária      | 0–3 | 2–2 | 1–1 | —   |

### Grupo 10
| Pos | Equipes          | Pts | J | V | E | D | GP | GC | SG  |
| --- | ---------------- | --- | - | - | - | - | -- | -- | --- |
| 1º  | Palmeiras        | 15  | 6 | 5 | 0 | 1 | 20 | 6  | +14 |
| 2º  | Corinthians      | 15  | 6 | 5 | 0 | 1 | 16 | 8  | +8  |
| 3º  | Matonense        | 6   | 6 | 2 | 0 | 4 | 5  | 10 | –5  |
| 4º  | Inter de Limeira | 0   | 6 | 0 | 0 | 6 | 3  | 20 | –17 |

|                  | PAL | AAI | COR | MAT  |
| ---------------- | --- | --- | --- | ---- |
| Palmeiras        | —   | 4–0 | 2–1 | 3–0¹ |
| Inter de Limeira | 1–6 | —   | 2–5 | 0–2  |
| Corinthians      | 4–3 | 1–0 | —   | 1–0  |
| Matonense        | 0–2 | 2–0 | 1–4 | —    |

### Grupo 11
| Pos | Equipes     | Pts | J | V | E | D | GP | GC | SG |
| --- | ----------- | --- | - | - | - | - | -- | -- | -- |
| 1º  | Ituano      | 11  | 6 | 3 | 2 | 1 | 9  | 5  | +4 |
| 2º  | Guarani     | 10  | 6 | 3 | 1 | 2 | 7  | 7  | 0  |
| 3º  | Santo André | 8   | 6 | 2 | 2 | 2 | 5  | 4  | +1 |
| 4º  | Rio Preto   | 4   | 6 | 1 | 1 | 4 | 7  | 12 | –5 |

|             | RPR | ITU | STA | GUA |
| ----------- | --- | --- | --- | --- |
| Rio Preto   | —   | 1–3 | 0–1 | 2–4 |
| Ituano      | 4–1 | —   | 0–2 | 1–0 |
| Santo André | 0–0 | 1–1 | —   | 1–2 |
| Guarani     | 0–3 | 0–0 | 1–0 | —   |

### Índice técnico
| Pos. | Clube             | Pts | J | V | E | D | GP | GC | SG |
| ---- | ----------------- | --- | - | - | - | - | -- | -- | -- |
| 1    | Santo André       | 8   | 6 | 2 | 2 | 2 | 5  | 4  | +1 |
| 2    | Red Bull Brasil   | 7   | 6 | 2 | 1 | 3 | 6  | 9  | –3 |
| 3    | Desportivo Brasil | 7   | 6 | 1 | 4 | 1 | 7  | 7  | 0  |
| 4    | Matonense         | 6   | 6 | 2 | 0 | 4 | 5  | 10 | –5 |
| 5    | União Barbarense  | 6   | 6 | 1 | 3 | 2 | 7  | 8  | –1 |
| 6    | Ferroviária       | 6   | 6 | 1 | 3 | 2 | 6  | 12 | –6 |

## Terceira fase
A terceira fase do torneio foi disputada pelos 16 clubes em turno e returno. Os clubes foram compostos em quatro grupos com quatro equipes cada.

### Grupo 12
| Pos | Equipes     | Pts | J | V | E | D | GP | GC | SG  |
| --- | ----------- | --- | - | - | - | - | -- | -- | --- |
| 1º  | Palmeiras   | 15  | 6 | 5 | 0 | 1 | 18 | 7  | +11 |
| 2º  | Ponte Preta | 9   | 6 | 3 | 0 | 3 | 13 | 8  | +5  |
| 3º  | Santo André | 6   | 6 | 2 | 0 | 4 | 9  | 14 | –5  |
| 4º  | Matonense   | 6   | 6 | 2 | 0 | 4 | 7  | 18 | –11 |

|             | PPT | PAL | STA | MAT |
| ----------- | --- | --- | --- | --- |
| Ponte Preta | —   | 0–2 | 0–2 | 4–1 |
| Palmeiras   | 2–1 | —   | 4–2 | 6–0 |
| Santo André | 1–3 | 3–2 | —   | 1–2 |
| Matonense   | 0–5 | 1–2 | 3–0 | —   |

### Grupo 13
| Pos | Equipes           | Pts | J | V | E | D | GP | GC | SG |
| --- | ----------------- | --- | - | - | - | - | -- | -- | -- |
| 1º  | Desportivo Brasil | 12  | 6 | 4 | 0 | 2 | 8  | 6  | +2 |
| 2º  | Red Bull Brasil   | 11  | 6 | 3 | 2 | 1 | 9  | 8  | +1 |
| 3º  | Ituano            | 7   | 6 | 2 | 1 | 3 | 11 | 8  | +3 |
| 4º  | São Caetano       | 4   | 6 | 1 | 1 | 4 | 5  | 11 | –6 |

|                   | SCA | ITU | RBR | DBR |
| ----------------- | --- | --- | --- | --- |
| São Caetano       | —   | 1–4 | 1–2 | 0–2 |
| Ituano            | 0–2 | —   | 2–2 | 0–1 |
| Red Bull Brasil   | 1–1 | 2–1 | —   | 2–1 |
| Desportivo Brasil | 2–0 | 0–4 | 2–0 | —   |

### Grupo 14
| Pos | Equipes          | Pts | J | V | E | D | GP | GC | SG |
| --- | ---------------- | --- | - | - | - | - | -- | -- | -- |
| 1º  | Corinthians      | 14  | 6 | 4 | 2 | 0 | 16 | 8  | +8 |
| 2º  | Portuguesa       | 10  | 6 | 3 | 1 | 2 | 7  | 7  | 0  |
| 3º  | XV de Piracicaba | 6   | 6 | 1 | 3 | 2 | 8  | 10 | –2 |
| 4º  | Novorizontino    | 2   | 6 | 0 | 2 | 4 | 6  | 12 | –6 |

|                  | POR | NOV | XVP | COR |
| ---------------- | --- | --- | --- | --- |
| Portuguesa       | —   | 1–0 | 1–1 | 1–2 |
| Novorizontino    | 1–2 | —   | 1–1 | 3–3 |
| XV de Piracicaba | 1–2 | 2–0 | —   | 2–2 |
| Corinthians      | 2–0 | 3–1 | 4–1 | —   |

### Grupo 15
| Pos | Equipes     | Pts | J | V | E | D | GP | GC | SG |
| --- | ----------- | --- | - | - | - | - | -- | -- | -- |
| 1º  | Guarani     | 11  | 6 | 3 | 2 | 1 | 8  | 6  | +2 |
| 2º  | São Paulo   | 9   | 6 | 2 | 3 | 1 | 9  | 4  | +5 |
| 3º  | Botafogo-SP | 8   | 6 | 2 | 2 | 2 | 9  | 11 | –2 |
| 4º  | Água Santa  | 4   | 6 | 1 | 1 | 4 | 5  | 9  | –4 |

|             | SAO | BOT | AGU | GUA |
| ----------- | --- | --- | --- | --- |
| São Paulo   | —   | 4–0 | 1–2 | 0–0 |
| Botafogo-SP | 1–1 | —   | 2–2 | 2–1 |
| Água Santa  | 0–2 | 0–2 | —   | 1–2 |
| Guarani     | 1–1 | 3–2 | 1–0 | —   |

## Fase final
Em itálico, os times que possuem o mando de campo no primeiro jogo do confronto e em negrito os times classificados.
|  | Quartas de final   | Quartas de final   | Quartas de final   | Quartas de final   |   |           | Semifinais         | Semifinais         | Semifinais         | Semifinais         |  |           | Final               | Final               | Final               | Final               |  |  |
|  | 19 a 30 de outubro | 19 a 30 de outubro | 19 a 30 de outubro | 19 a 30 de outubro |   |           | 2 a 10 de novembro | 2 a 10 de novembro | 2 a 10 de novembro | 2 a 10 de novembro |  |           | 15 a 18 de novembro | 15 a 18 de novembro | 15 a 18 de novembro | 15 a 18 de novembro |  |  |
|  |                    |                    |                    |                    |   |           |                    |                    |                    |                    |  |           |                     |                     |                     |                     |  |  |
|  | Palmeiras          | 1                  | 2                  | 3                  |   |           |                    |                    |                    |                    |  |           |                     |                     |                     |                     |  |  |
|  | Red Bull Brasil    | 1                  | 1                  | 2                  |   |           |                    |                    |                    |                    |  |           |                     |                     |                     |                     |  |  |
|  | Red Bull Brasil    | 1                  | 1                  | 2                  |   | Palmeiras | 4                  | 2                  | 6                  |                    |  |           |                     |                     |                     |                     |  |  |
|  |                    |                    |                    |                    |   | Palmeiras | 4                  | 2                  | 6                  |                    |  |           |                     |                     |                     |                     |  |  |
|  |                    | Ponte Preta        | 1                  | 0                  | 1 |           |                    |                    |                    |                    |  |           |                     |                     |                     |                     |  |  |
|  | Ponte Preta (pen)  | Ponte Preta        | 1                  | 0                  | 1 | 0         | 1                  | 1 (3)              |                    |                    |  |           |                     |                     |                     |                     |  |  |
|  | Ponte Preta (pen)  |                    |                    |                    |   | 0         | 1                  | 1 (3)              |                    |                    |  |           |                     |                     |                     |                     |  |  |
|  | Desportivo Brasil  | 1                  | 0                  | 1 (1)              |   |           |                    |                    |                    |                    |  |           |                     |                     |                     |                     |  |  |
|  | Desportivo Brasil  | 1                  | 0                  | 1 (1)              |   |           |                    |                    |                    |                    |  | Palmeiras | 0                   | 4                   | 4                   |                     |  |  |
|  |                    |                    |                    |                    |   |           |                    |                    |                    |                    |  | Palmeiras | 0                   | 4                   | 4                   |                     |  |  |
|  |                    | Corinthians        | 1                  | 2                  | 3 |           |                    |                    |                    |                    |  |           |                     |                     |                     |                     |  |  |
|  | São Paulo          | Corinthians        | 1                  | 2                  | 3 | 1         | 7                  | 8                  |                    |                    |  |           |                     |                     |                     |                     |  |  |
|  | São Paulo          |                    |                    |                    |   | 1         | 7                  | 8                  |                    |                    |  |           |                     |                     |                     |                     |  |  |
|  | Portuguesa         | 0                  | 0                  | 0                  |   |           |                    |                    |                    |                    |  |           |                     |                     |                     |                     |  |  |
|  | Portuguesa         | 0                  | 0                  | 0                  |   | São Paulo | 0                  | 1                  | 1                  |                    |  |           |                     |                     |                     |                     |  |  |
|  |                    |                    |                    |                    |   | São Paulo | 0                  | 1                  | 1                  |                    |  |           |                     |                     |                     |                     |  |  |
|  |                    | Corinthians        | 1                  | 3                  | 4 |           |                    |                    |                    |                    |  |           |                     |                     |                     |                     |  |  |
|  | Corinthians        | Corinthians        | 1                  | 3                  | 4 | 2         | 1                  | 3                  |                    |                    |  |           |                     |                     |                     |                     |  |  |
|  | Corinthians        |                    |                    |                    |   | 2         | 1                  | 3                  |                    |                    |  |           |                     |                     |                     |                     |  |  |
|  | Guarani            | 2                  | 0                  | 2                  |   |           |                    |                    |                    |                    |  |           |                     |                     |                     |                     |  |  |

- Nota: O esquema acima é mera ilustração para facilitar a visualização, os confrontos são definidos pelas campanhas das equipes.

### Quartas de final
Palmeiras x Red Bull Brasil
| 21 de outubro | Red Bull Brasil       | 1 – 1     | Palmeiras          | CT Red Bull Brasil, Jarinu |
| 11:00 (UTC−3) | Guilherme Barreto 62' | Relatório | Luan Cândido 90+1' | Árbitro: João Vitor Gobi   |

| 30 de outubro | Palmeiras                      | 2 – 1     | Red Bull Brasil  | CT Palmeiras II, São Paulo |
| 11:00 (UTC−3) | Alan 6' · Patrick de Lucca 29' | Relatório | Victor 77' (pen) | Árbitro: Danilo da Silva   |

São Paulo x Portuguesa
| 20 de outubro | Portuguesa | 0 – 1     | São Paulo        | Estádio do Canindé, São Paulo |
| 15:00 (UTC−3) |            | Relatório | Gabriel Sara 69' | Árbitro: Humberto José Junior |

| 27 de outubro | São Paulo                                                               | 7 – 0     | Portuguesa | Estádio Marcelo Portugal Gouvêa, Cotia  |
| 15:00 (UTC−3) | Fabinho 12', 16', 59', 62', 82' · Igor Gomes 30' · Gabriel Novaes 90+2' | Relatório |            | Árbitro: José Guilherme Almeida e Souza |

Corinthians x Guarani
| 19 de outubro | Guarani         | 2 – 2     | Corinthians             | Estádio Brinco de Ouro da Princesa, Campinas |
| 15:00 (UTC−3) | Mateus 59', 78' | Relatório | Formiga 46' · Adson 89' | Árbitro: Rodrigo Santos                      |

| 26 de outubro | Corinthians     | 1 – 0     | Guarani | Estádio Alfredo Schürig, São Paulo |
| 10:00 (UTC−3) | Fabrício Oya 6' | Relatório |         | Árbitro: Rodrigo Batista da Silva  |

Ponte Preta x Desportivo Brasil
| 20 de outubro | Desportivo Brasil | 1 – 0     | Ponte Preta | Estádio Ernesto Rocco, Porto Feliz |
| 15:00 (UTC−3) | Raynan 23'        | Relatório |             | Árbitro: Jefferson Dutra Giroto    |

| 26 de outubro | Ponte Preta            | 1 – 0     | Desportivo Brasil | Estádio Leonardo Barbieri, Águas de Lindóia |
| 15:00 (UTC−3) | Mateus Jesus 25' (pen) | Relatório |                   | Árbitro: Ricardo Bittencourt                |

|  |       | Penalidades |
|  | 3 − 1 |             |

### Semifinais
Palmeiras x Ponte Preta
| 3 de novembro | Ponte Preta       | 1 – 4     | Palmeiras                                          | Estádio Moisés Lucarelli, Campinas     |
| 11:00 (UTC−3) | Marcus Meloni 33' | Relatório | Wesley Ribeiro 12', 30' · Alan 61' · Guilherme 62' | Árbitro: José de Araújo Ribeiro Junior |

| 9 de novembro | Palmeiras                | 2 – 0     | Ponte Preta | CT Palmeiras II, São Paulo |
| 10:00 (UTC−2) | Airton 45+2' · Abner 12' | Relatório |             | Árbitro: Rodrigo Santos    |

São Paulo x Corinthians
| 2 de novembro | Corinthians | 1 – 0     | São Paulo | Estádio Alfredo Schürig, São Paulo |
| 10:00 (UTC−3) | Fessin 71'  | Relatório |           | Árbitro: João Vitor Gobi           |

| 10 de novembro | São Paulo          | 1 – 3     | Corinthians                                               | Estádio Marcelo Portugal Gouvêa, Cotia |
| 10:00 (UTC−2)  | Gabriel Sara 90+1' | Relatório | Janderson Santos 5' · Fabrício Oya 52' · João Pedro 90+4' | Árbitro: Thiago Lourenço de Mattos     |

### Final
| 15 de novembro | Corinthians      | 1 – 0     | Palmeiras | Estádio Alfredo Schürig, São Paulo |
| 10:00 (UTC−2)  | Fabrício Oya 25' | Relatório |           | Árbitro: Lucas Canetto Bellote     |

| 18 de novembro | Palmeiras                                                       | 4 – 2     | Corinthians                    | Arena Barueri, Barueri          |
| 10:00 (UTC−2)  | Airton 48' · Rafael 62' (pen) · Esteves 76' · Marcus Meloni 89' | Relatório | Fabrício Oya 80' · Adson 90+5' | Árbitro: Thiago Luis Scarascati |

## Premiação
| Campeonato Paulista de Futebol Sub-20 de 2018 |
| --------------------------------------------- |
| Palmeiras Campeão (14.º título)               |

## Classificação geral
Atualizado em: 18 de novembro de 2018 (UTC)
| Classificação final             | Classificação final | Classificação final | Classificação final | Classificação final | Classificação final | Classificação final | Classificação final | Classificação final | Classificação final | Classificação final | Classificação final |
| Pos.                            | Times               | P                   | J                   | V                   | E                   | D                   | GP                  | GC                  | SG                  |                     |                     |
| ------------------------------- | ------------------- | ------------------- | ------------------- | ------------------- | ------------------- | ------------------- | ------------------- | ------------------- | ------------------- | ------------------- | ------------------- |
| Campeão                         |                     |                     |                     |                     |                     |                     |                     |                     |                     |                     |                     |
| 1                               | Palmeiras           | 79                  | 32                  | 25                  | 4                   | 3                   | 89                  | 28                  | +58                 |                     |                     |
| Vice-Campeão                    |                     |                     |                     |                     |                     |                     |                     |                     |                     |                     |                     |
| 2                               | Corinthians         | 69                  | 32                  | 21                  | 6                   | 5                   | 73                  | 35                  | +38                 |                     |                     |
| Eliminados nas semifinais       |                     |                     |                     |                     |                     |                     |                     |                     |                     |                     |                     |
| 3                               | São Paulo           | 70                  | 30                  | 21                  | 6                   | 3                   | 64                  | 14                  | +50                 |                     |                     |
| 4                               | Ponte Preta         | 54                  | 30                  | 17                  | 3                   | 10                  | 46                  | 31                  | +15                 |                     |                     |
| Eliminados nas quartas de final |                     |                     |                     |                     |                     |                     |                     |                     |                     |                     |                     |
| 5                               | Desportivo Brasil   | 48                  | 28                  | 14                  | 6                   | 8                   | 41                  | 30                  | +11                 |                     |                     |
| 6                               | Guarani             | 44                  | 28                  | 11                  | 9                   | 8                   | 41                  | 31                  | +10                 |                     |                     |
| 7                               | Portuguesa          | 41                  | 28                  | 12                  | 6                   | 10                  | 37                  | 44                  | –7                  |                     |                     |
| 8                               | Red Bull Brasil     | 40                  | 28                  | 11                  | 7                   | 10                  | 42                  | 37                  | +5                  |                     |                     |
| Eliminados na terceira fase     |                     |                     |                     |                     |                     |                     |                     |                     |                     |                     |                     |
| 9                               | Ituano              | 49                  | 26                  | 15                  | 4                   | 7                   | 53                  | 23                  | +30                 |                     |                     |
| 10                              | Botafogo-SP         | 45                  | 26                  | 13                  | 6                   | 7                   | 35                  | 28                  | +7                  |                     |                     |
| 11                              | Novorizontino       | 41                  | 26                  | 12                  | 5                   | 9                   | 55                  | 29                  | +26                 |                     |                     |
| 12                              | Santo André         | 40                  | 26                  | 11                  | 7                   | 8                   | 42                  | 34                  | +8                  |                     |                     |
| 13                              | Matonense           | 38                  | 26                  | 12                  | 2                   | 12                  | 47                  | 47                  | 0                   |                     |                     |
| 14                              | São Caetano         | 34                  | 26                  | 8                   | 10                  | 8                   | 35                  | 39                  | –4                  |                     |                     |
| 15                              | XV de Piracicaba    | 32                  | 26                  | 7                   | 11                  | 8                   | 35                  | 30                  | +5                  |                     |                     |
| 16                              | Água Santa          | 30                  | 26                  | 9                   | 3                   | 14                  | 34                  | 36                  | –2                  |                     |                     |
| Eliminados na segunda fase      |                     |                     |                     |                     |                     |                     |                     |                     |                     |                     |                     |
| 17                              | Capivariano         | 38                  | 20                  | 11                  | 5                   | 4                   | 27                  | 18                  | +9                  |                     |                     |
| 18                              | Rio Preto           | 35                  | 20                  | 10                  | 5                   | 5                   | 37                  | 23                  | +14                 |                     |                     |
| 19                              | Marília             | 31                  | 20                  | 9                   | 4                   | 7                   | 30                  | 31                  | –1                  |                     |                     |
| 20                              | Audax               | 31                  | 20                  | 8                   | 4                   | 8                   | 36                  | 38                  | –2                  |                     |                     |
| 21                              | União Barbarense    | 29                  | 20                  | 7                   | 8                   | 5                   | 31                  | 26                  | +5                  |                     |                     |
| 22                              | Inter de Limeira    | 25                  | 20                  | 7                   | 4                   | 9                   | 25                  | 39                  | –14                 |                     |                     |
| 23                              | Ferroviária         | 24                  | 20                  | 6                   | 6                   | 8                   | 34                  | 42                  | –8                  |                     |                     |
| 24                              | Juventus-SP         | 22                  | 20                  | 6                   | 4                   | 10                  | 25                  | 32                  | –7                  |                     |                     |

| 25 | Santos          | 17 | 14 | 5 | 2 | 7  | 25 | 25 | 0   |
| 26 | Monte Azul      | 17 | 14 | 5 | 2 | 7  | 16 | 29 | –13 |
| 27 | Barretos        | 15 | 14 | 4 | 3 | 7  | 20 | 31 | –11 |
| 28 | Rio Branco-SP   | 14 | 14 | 3 | 5 | 6  | 10 | 14 | –4  |
| 29 | Grêmio Osasco   | 13 | 14 | 4 | 1 | 9  | 11 | 26 | –15 |
| 30 | Penapolense     | 12 | 14 | 4 | 0 | 10 | 21 | 25 | –4  |
| 31 | Oeste           | 12 | 14 | 3 | 3 | 8  | 13 | 23 | –10 |
| 32 | Nacional-SP     | 12 | 14 | 3 | 3 | 8  | 8  | 21 | –13 |
| 33 | Rio Claro       | 12 | 14 | 1 | 9 | 4  | 15 | 22 | –7  |
| 34 | Velo Clube      | 11 | 14 | 2 | 5 | 7  | 14 | 23 | –9  |
| 35 | São Bernardo    | 8  | 14 | 2 | 2 | 10 | 10 | 36 | –26 |
| 36 | São Bento       | 8  | 14 | 2 | 2 | 10 | 9  | 27 | –18 |
| 37 | Manthiqueira    | 6  | 14 | 2 | 0 | 12 | 10 | 34 | –24 |
| 38 | EC São Bernardo | 6  | 14 | 1 | 3 | 10 | 15 | 32 | –17 |
| 39 | Bragantino      | 3  | 14 | 0 | 3 | 11 | 6  | 34 | –28 |
| 40 | Olímpia         | –2 | 14 | 0 | 1 | 13 | 9  | 56 | –47 |